# Ágios Syllas
Ágios Syllas (Agios Syllas) är en ort i Grekland.   Den ligger i prefekturen Nomós Kaválas och regionen Östra Makedonien och Thrakien, i den nordöstra delen av landet, 300 km norr om huvudstaden Aten. Ágios Syllas ligger 174 meter över havet och antalet invånare är 101.
Terrängen runt Ágios Syllas är huvudsakligen kuperad, men åt nordväst är den platt. Havet är nära Ágios Syllas åt sydost.  Närmaste större samhälle är Kavála, 3,1 km öster om Ágios Syllas. 